# DIRECTIONS
株式会社ディレクションズ（英称：DIRECTIONS CO LTD.）は、東京都渋谷区に本社を置く映像制作を中心に、舞台制作やゲーム開発
、ブランディングなどを行うクリエイティブカンパニー。 

## 会社概要
- 社名：株式会社 ディレクションズ[1]
- 新設分割：2023年4月
- 本館所在地：〒150-0047 東京都渋谷区神山町5-3 並木ビル3F
- 別館所在地：〒150-0047 東京都渋谷区神山町5-2 ルート神山町ビル3F/4F

2023年4月3日よりディレクションズ・グループ株式会社を完全親会社とし、株式会社ディレクションズ、株式会社ライツ、株式会社フレーメン、一般社団法人LeaLを完全子会社とする持株会社体制に移行。

### 役員
- 代表取締役：岩切 謙太郎
- 取締役 会長：長江 努
- 取締役：石原 淳平
- 執行役員：楢崎 匡
- 従業員数：82人（2024年4月現在）

## 沿革
- 2000年： NHKのデジタルアート公募番組「デジタル・スタジアム」を制作開始
- 2001年：Eテレのこども向けクリエイティブ教育番組「天才ビットくん」を制作開始
- 2004年：テレコムスタッフ株式会社より独立し、「有限会社ディレクションズ」を創立
- 2008年：株式会社ライツを設立
- 2012年：株式会社フレーメンを設立
- 2014年：株式会社ディレクションズに商号変更
- 2021年：一般社団法人LeaLを設立
- 2022年：株式会社ディレクションズ、リブランディングに伴いロゴを変更
- 2023年：ディレクションズ・グループ株式会社を設立

## 受賞歴
◾️2009年
「天才てれびくんMAX ビットワールド」
- 第30回「バンフ国際テレビ祭 (カナダ)」大賞
- グッドデザイン賞 (ネットワーク領域部門)
- 「NHK制作局長賞」特賞

◾️2010年
「シャキーン!」
- アジアテレビ賞こども番組部門推奨賞
- 「ヒューゴ・テレビ賞(アメリカ)」奨励賞

「i3DG」
- 第14回 文化庁メディア芸術祭 エンターテインメント部門 審査委員会推薦作品

「イヴの時間」
- 第14回 文化庁メディア芸術祭 アニメーション部門 審査委員会推薦作品
- 第9回東京アニメアワード優秀賞 OVA 部門受賞

◾️2013年 「サカサマのパテマ」
- 第17回 文化庁メディア芸術祭 アニメーション部門 優秀賞

◾️2014年 「ムジカ・ピッコリーノ」
厚生労働省 社会保障審議会児童福祉文化財 推薦作品   ◾️2016年 「カガクノミカタ」
- US国際フィルム・ビデオ祭ゴールドカメラ賞（2016）
- グッドデザイン賞・メディア部門（2016）「カガクノミカタ」  ◾️2017年   「ムジカ・ピッコリーノ」

第20回文化庁メディア芸術祭エンターテイメント部門審査委員会推薦作品

◾️2019年  「カガクノミカタ」
- 第22回 文化庁メディア芸術祭 エンターテイメント部門 審査員推薦作品

「ムジカ・ピッコリーノ」
- 第22回文化庁メディア芸術祭エンターテイメント部門審査委員会推薦作品

「あはれ！名作くん」短編アニメーション 新海 岳人(Pie in the sky)  NHK Eテレ「ビットワールド」内
- 第23回 文化庁メディア芸術祭 エンターテインメント部門 審査委員会推薦作品

「ストリート・デストロイヤー」テレビ番組内映像作品 田中 偉一郎 NHK Eテレ「シャキーン！」
- 第23回 文化庁メディア芸術祭 エンターテインメント部門 審査委員会推薦作品

「NHK 名曲アルバム＋（プラス）」「ラ・カンパネラ」
- 第22回 文化庁メディア芸術祭 エンターテイメント部門 審査員推薦作品

◾️2022年  「浦沢直樹の漫勉neo 〜安彦良和〜」
- 第25回 文化庁メディア芸術祭 エンターテインメント部門 大賞

「ナイトウォーク〜クライの森と６つの星」
- デジタルえほんアワード2022 矢部太郎賞

「レクイエム」NHK「名曲アルバム＋（プラス）」
- 東京TDC賞2022 グランプリ受賞

## 制作実績

### テレビ番組
NHK ／ Eテレ
- デジタル・スタジアム(2000～2010)
- 天才ビットくん(2001～2007)
- 金曜かきこみTV(2003～2007)
- 天才てれびくんMAX(2003～2010)
- エリンが挑戦! にほんごできます。(2006～2011)
- きょうから英会話(2006)
- ビットワールド[4](2007～)
- シャキーン!(2007～2022)
- 星新一ショートショート(2008～2009)
- リトル・チャロ ケータイで試そうあなたの英語力(2008～2009)
- テレ遊びパフォー!（2008～2010）
- 東京カワイイ★TV(2008～2013)
- NHKスペシャル「永田町・権力の興亡」(2009)
- 追跡!AtoZ(2009～2011)
- リトル・チャロ2　英語に恋する物語(2010～2011)
- デジスタ・ティーンズ(2010～2012)
- スコラ 坂本龍一 音楽の学校(2010～2014)
- プレキソ英語(2011～)
- 福島をずっと見ているTV(2011～)
- 大!天才てれびくん(2011～2013)
- しか〜も!!(アニメーション制作、2011～2012)
- シンサイミライ学校(2012～)
- アンジェラ・アキのSONGBOOK in English(2012)
- みんなのうた 『北の風と太陽と』(2012)
- スーパープレゼンテーション(2012～)
- ムジカ・ピッコリーノ(2013～2023)
- お伝と伝じろう(2013～)
- 7年ごとの記録 28歳になりました(2013)
- Let's天才てれびくん(2014～2016)
- 絵に描いてわかりたい数学（青山ワンセグ開発エントリー番組、2014）
- はりきり体育ノ介(2014～)
- ＥＸＩＬＥ～夢を追い続ける者たちの真実・500日密着ドキュメント～（2014）
- カワイイ・インターナショナル
- Artisan x Designer（2013）
- おはなしのくに
- ABUデジスタティーンズ
- 岩井俊二のMOVIEラボ(2015)
- デザインの梅干(2015)
- ごちそんぐDJ
- エイエイGO！（2016）
- 趣味どきっ！（2016）
- 浦沢直樹の漫勉(2017)
- ねほりんぱほりん（2016〜2018）
- SWITCHインタビュー 達人達（2019〜）
  - 2019年9月28日(土) 放送「東京スカパラダイスオーケストラ × 永島健志」
  - 2020年3月28日(土) 放送「しりあがり寿(漫画家) × 田丸雅智(ショートショート作家)」
  - 2020年9月5日(土)放送「亀田誠治(音楽プロデューサー/ベーシスト)×中田崇志(伴走者)」
  - 2022年7月25日、8月1日放送「ＵＡ(歌手)×中島岳志(政治学者)」
  - 2023年4月7日、14日放送「矢野顕子×MISIA」
  - 2024年4月5日、12日放送「入江陵介×大森元貴」
- 進撃の巨人 (アニメ)Season 3（2019）　歴史画
- 怖い絵本(2020)
- 浦沢直樹の漫勉neo(2020〜)
- シブヤノオト Presents LOVE ライブハウス（2020）
- あけましておめでとうTV(2021)
- 怖い絵本 Season2(2021)
- 進撃の巨人 (アニメ)The Final Season（2021）　歴史画
- きゃりーぱみゅぱみゅのホリデーシーズン世界のみんなと英語であそんじゃおう（2022）
- あけましておめでとうTV season2（2022）
- みんなのうた「ぼくも」長澤知之 feat. 松崎ナオ（2023）
- ソノリオの音楽隊(2025)

#### NHK BS プレミアム
- 火星移住計画 体感！未来のマイホーム（2023）

日本テレビ
- アイキャラ(2016〜2019)

TBS
- ミルクチャポン『がんばれ!牛乳当番』

#### フジテレビ
- ガチャピン・ムック50周年特別企画！！ガチャムクフェス2023！豪華アーティスト大集合SP！（2023）

TOKYO MX
- 刀剣乱舞 おっきいこんのすけの刀剣散歩(2017)
- 働くお兄さん！(2018)
- POST-FAKE（2021）
- オルタンシア・サーガ （エンディングアニメーション イラスト・撮影）(2021)
- 黒執事 -寄宿学校編- （特殊カットアニメーション）（2024）

#### WOWWOW
- 「ばいばい、アース」エンディングムービー（2024）

### ラジオ番組
- 基礎英語3
- 怒髪天 増子直純兄ィのロックな労働相談室
- 怒髪天・増子直純の月刊★ロック判定

### アニメーション作品
- ペイル・コクーン
- 鉄路の彼方
- イヴの時間
- 影鰐-KAGEWANI-

### 映画
- イヴの時間 劇場版
- こびと劇場

### DVD作品
- こびと観察入門

### 開発製品
- *Palm Top Theater[5]